# Stato di Siria (1925-1930)
Lo Stato di Siria (in francese État de Syrie, in arabo دولة سوريا‎?Dawlat Sūriyā) fu uno Stato del mandato francese creato con decreto del 5 dicembre 1924, con effetto dal 1º gennaio 1925, dall'unione dello Stato di Aleppo e dello Stato di Damasco. Fu il successore della Federazione siriana (1922-1924) che era stata creata fornendo un'assemblea centrale per lo Stato di Aleppo, lo Stato di Damasco e lo Stato alawita. Lo Stato alawita non entrò a far parte dello Stato di Siria.

## Antefatti
Nel 1920 fu istituito un regno arabo di Siria indipendente sotto il re Faisal della famiglia hashemita, che in seguito divenne il re dell'Iraq. Tuttavia, il suo governo sulla Siria terminò dopo solo pochi mesi, in seguito allo scontro tra le sue forze arabe siriane e le forze francesi regolari nella battaglia di Maysalun. Le truppe francesi occuparono la Siria nello stesso anno dopo che la Società delle Nazioni aveva posto la Siria sotto il mandato francese.

## Storia della Siria sotto il mandato

### Prima amministrazione civile
In seguito alla conferenza di Sanremo e alla sconfitta della monarchia di breve durata di re Faisal in Siria nella battaglia di Maysalun, il generale francese Henri Gouraud stabilì l'amministrazione civile nel territorio. La regione del mandato venne suddivisa in sei stati. Il disegno di quegli stati era basato in parte sulla composizione settaria sul terreno in Siria. Tuttavia, quasi tutte le sette siriane erano ostili al mandato francese e alla divisione che esso aveva creato.
La popolazione principalmente sunnita di Aleppo e Damasco era fortemente contraria alla divisione della Siria.

### Federazione siriana (1922-1924)

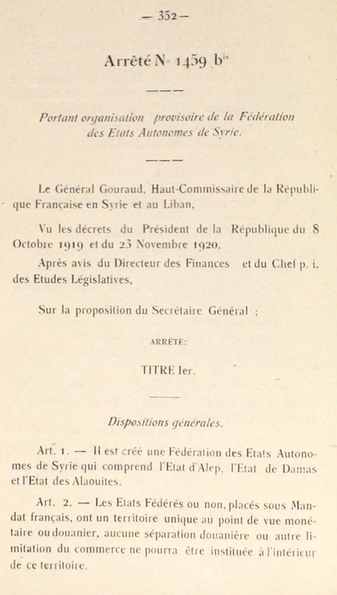
Arrete n. 1459, che ha creato la Federazione degli Stati autonomi di Siria, il 28 giugno 1922

Mappa che mostra gli stati del mandato francese dal 1921 al 1922

Il 28 giugno 1922, la Federazione siriana venne creata da tre degli stati: lo Stato di Damasco, lo Stato di Aleppo e lo Stato alawita. Il Gebel Druso e il Grande Libano non facevano parte di questa federazione. Il Sangiaccato autonomo di Alessandretta fu aggiunto allo stato di Aleppo nel 1923. La Federazione adottò una nuova bandiera federale (verde-bianco-verde con cantone francese), che in seguito divenne la bandiera dello Stato di Siria.

### Stato di Siria

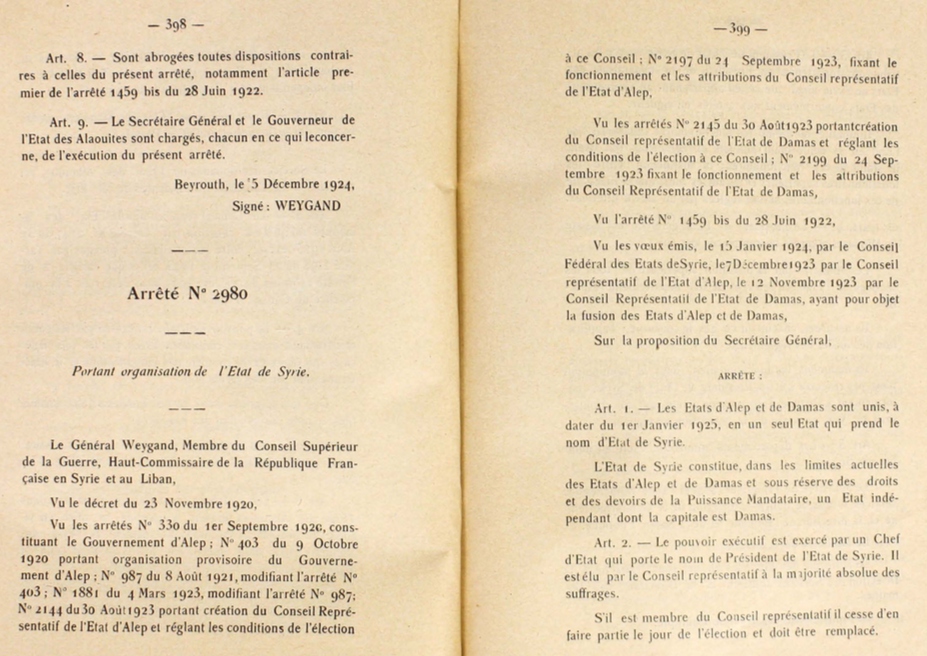
Arrete n. 2980, che ha creato lo Stato di Siria, 5 dicembre 1924

Lo Stato alawita si separò dalla federazione nel 1924. Gli stati di Aleppo e Damasco furono uniti nello Stato di Siria, con effetto il 1º gennaio 1925.

### Rivolta generale
Nel 1925, la resistenza siriana al dominio coloniale francese scoppiò in una rivolta su vasta scala, guidata dal sultano Pasha el Atrash.
La rivolta scoppiò al Gebel Druso ma si diffuse rapidamente in altri stati siriani, divenendo una ribellione generale in Siria. La Francia cercò di reagire facendo dichiarare al parlamento di Aleppo la secessione dall'unione con Damasco, ma il voto fu sventato dai patrioti siriani.
Nonostante i tentativi francesi di mantenere il controllo incoraggiando le divisioni settarie e isolando le aree urbane e rurali, la rivolta si diffuse dalle campagne e unì drusi siriani, sunniti, sciiti, alawiti e cristiani. Una volta che le forze ribelli ebbero assediato Damasco, l'esercito francese rispose con brutali tecniche di contro-insurrezione che prefiguravano quelle che sarebbero state utilizzate in seguito in Algeria e in Indocina. Queste tecniche includevano demolizioni di case, punizioni collettive di città, esecuzioni, trasferimenti di popolazione e l'uso di armature pesanti nei quartieri urbani. La rivolta fu infine sedata nel 1926-27 tramite il bombardamento aereo francese di aree civili, inclusa Damasco.

### Repubblica di Siria
Il 14 maggio 1930 lo Stato di Siria fu dichiarato Repubblica di Siria e ne venne redatta una nuova costituzione.

## Governo
Mentre lo Stato godeva di un certo grado di autonomia come mandato, la Francia esercitava un'autorità significativa sul governo. La rivolta iniziata al Gebel Druso portò la Francia ad allentare la presa sulla Siria e una costituzione fu redatta ma non ratificata dalla Camera dei Doveri francese. L'arrivo della seconda guerra mondiale fermò qualsiasi progresso nell'autodeterminazione siriana.

### Formazione scolastica
Sotto l'amministrazione francese, nel 1923 fu fondata l'Università di Damasco, allora conosciuta come Università Siriana, che insegnava in arabo. Fu la prima università ad essere fondata in Siria, essendo nata dalla fusione della Scuola di Medicina e dell'Istituto di Giurisprudenza, fondati rispettivamente nel 1903 e nel 1913 durante l'era ottomana.